# 劉益昌 (臺灣政治人物)
劉益昌（1956年2月8日—），臺灣政治人物，曾代表民主進步黨任職臺南市議員。現為台灣團結聯盟黨籍。
2013年7月3日，劉益昌獲台聯提名參選2014年台南市議員選舉，選區為台南市第十選區（安南區）。僅獲得3,830票，以3.90%得票率落選。

## 經歷
劉益昌在省轄市時期曾任第13、14、16屆臺南市議會議員，代表第五選區（安南區），曾擔任臺南市議會民進黨團總召。加入台聯後擔任台聯黨台南市黨部執委。

## 潑糞事件
劉在2007年5月21日的市議會會議期間，因不滿國民黨籍市議員謝龍介印製「民進黨貪腐」撲克牌，揭露劉涉賄選，劉在議會上向謝潑糞，使會場臭氣薰天，也是台灣的議會暴力事件中，首次以潑糞方式攻擊。
事後臺南市議會紀律委員會決議向劉作出處分。而劉在事件翌日稱接獲疑似恐嚇電話。
2008年10月6日，台南法院判劉益昌入獄6個月及罰款54萬元新台幣。

## 外部連結
- 劉益昌的Facebook專頁